# Skymaskinen
|  | Denne artikel er oprettet af botten PalnaBot ud fra en ekstern database. Den kan derfor have sproglige fejl eller mangler. Denne skabelon kan fjernes efter kontrol af indholdet. |

Skymaskinen er en kortfilm instrueret af Jacob Schmidt-Madsen og Sune Schmidt-Madsen efter eget manuskript.

## Handling
To gamle mennesker sidder isoleret hver for sig - en kvinde i en kirke og en mand i et dødsbo. Begge mindes de deres fælles fortid og en kærlighed, som kun fuldbyrdedes i kødet. Minderne vækker parret fra deres dvaletilstand, og de går hinanden imøde i et mentalt rum af musik og digt - forenes i en stor fabrik, der ligger ensomt hen og venter på at forløse dem fra jordelivet gennem kunstens og ikke kødets kraft.